# Conservatorio Niccolò Paganini di Genova
Das Konservatorium „Niccolò Paganini“ (italienisch: Conservatorio «Niccolò Paganini» di Genova) ist ein 1829 begründetes Konservatorium in Genua. Namensgeber ist der Geigenvirtuose Niccolò Paganini.

## Lage

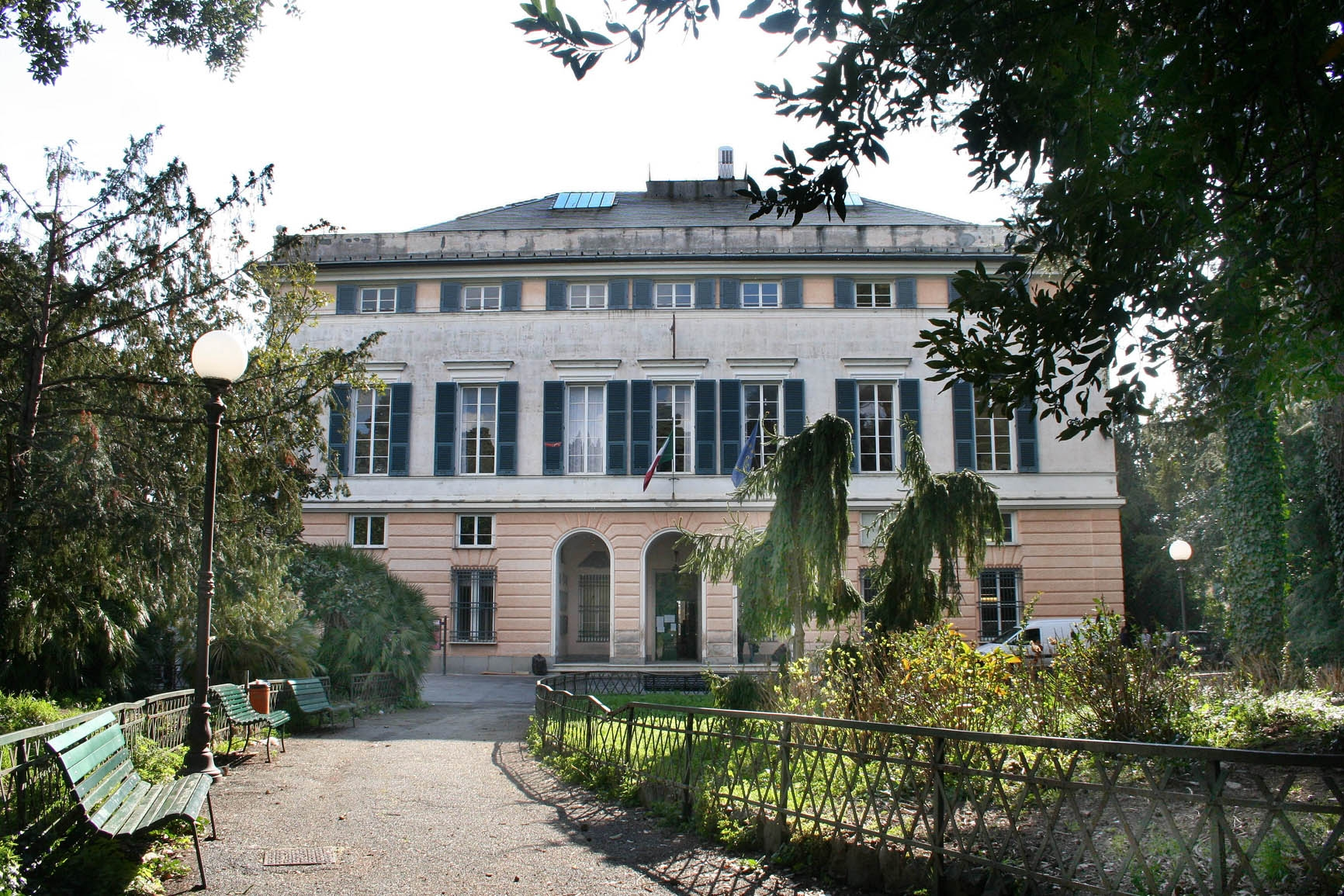
Conservatorio Niccolò Paganini

Das Konservatorium hat seinen Sitz in der Villa Sauli Bombrini Doria in der Via Albaro 38 in Genua-Albaro. Als weiterer Veranstaltungsort wird der Palazzo Senarega-Zoagli (Piazza Senarega) im historischen Zentrum Genuas genutzt.

## Geschichte
Das Konservatorium führt seine Anfänge auf eine am 12. Dezember 1829 in der Gazzetta di Genova angekündigte und am 2. Januar 1830 eingerichtete freie Gesangschule (Scuola Gratuita di Canto) zurück, die mit dem neuen Teatro Carlo Felice verbunden war. Ab der Saison 1830/31 verpflichtete sich die Gesangschule Chorschüler zu unterrichten. Bescheiden in einem alten Mietshaus im historischen Zentrum untergebracht, verfügte die Schule über keinen eigenen Konzertsaal, weswegen sie in das Kloster Grazie ziehen sollte. Im Zuge des Ersten Unabhängigkeitskrieges wurde die Schule 1849 zunächst geschlossen.
Sodann wurde die Einrichtung von der Stadt Genua als Civico Istituto di Musica neu eröffnet. Im Jahr 1866 erfolgte der Umzug in die Räumlichkeiten der Kongregation des Oratoriums. Eine von Institutsseite angestrebte enge Zusammenarbeit mit dem Komponisten Giuseppe Verdi realisierte sich nicht. 1904 erhielt das Institut den Namen des in Genua geborenen Geigenvirtuosen Niccolò Paganini. In der Aula ist heute eine Paganini-Bronzestatue von Guido Galletti aufgestellt.
Durch einen königlichen Erlass Viktor Emanuel III. von 1933 wurde das Institut mit den staatlichen Konservatorien offiziell gleichgestellt. Als Folge der Lateranverträge musste das Institut 1936 aus dem Sakralbau ausziehen, sodass es seinen Sitz nach Albaro in die Villa Raggio verlegte.
Nach dem Zweiten Weltkrieg war das Institut vorübergehend im Palazzo della Meridiana untergebracht. Seit 1972 ist der Sitz die Villa Sauli Bombrini Doria. 1974 wurde das Institut rückwirkend für 1967 in ein staatliches Konservatorium umgewandelt.

## Organisation
Es gibt elf Abteilungen:
- Gesang und Musiktheater
- Komposition
- Streich- und Saiteninstrumente
- Musikdidaktik
- Blasinstrumente
- Jazz und Percussion
- Ensemblemusik
- Musikwissenschaft
- Tasteninstrumente
- Theorie, Analytik und Praxis
- Musikforschung

Die Bibliothek hat über 50.000 Bänden. Unter anderem werden hier Dokumente des Namensgebers aufbewahrt.
Die deutschsprachigen Partnerkonservatorien im Rahmen des Erasmus-Programms sind die Hochschule für Musik Freiburg, die Hochschule für Musik Franz Liszt Weimar, die Hochschule Osnabrück und die Universität für Musik und darstellende Kunst Wien.
Das Konservatorium ist Mitglied der Association Européenne des Conservatoires, Académies de Musique et Musikhochschulen (AEC).

## Alumni
- Michele Novaro (1818–1885), Komponist der italienischen Nationalhymne Il Canto degli Italiani
- Luigi Cortese (1899–1976), Komponist
- Tullio Mobiglia (1911–1991), Jazzmusiker
- Leopoldo Gamberini (1922–2012), Musikwissenschaftler
- Antonio Coggio (* 1939), Komponist
- Gian Piero Reverberi (* 1939), Komponist
- Gianni Oddi (* 1946), Saxophonist
- Franco Trabucco (* 1946), Pianist
- Maria Trabucco (* 1949), Mezzosopranistin
- Massimiliano Damerini (* 1951), Pianist
- Fabio Armiliato (* 1956), Tenor
- Fabio Luisi (* 1959), Dirigent
- Cristiano De André (* 1962), Cantautore
- Andrea Pozza (* 1965), Jazzpianist
- Verdiano Vera (* 1976), Komponist
- Pier Gonella (* 1977), Metal- und Hard-Rock-Gitarrist
- Francesco Meli (* 1980), Tenor

Mitglieder des Streichquartetts Quartetto di Cremona und der A-cappella-Formation Cluster.